# 사랑과 어둠의 이야기
《사랑과 어둠의 이야기》(히브리어: סיפור על אהבה וחושך)는 2002년에 발간된 아모스 오즈의 자전적 소설이다.

## 영화화
이 책을 원작으로 한 동명의 영화가 2015년 5월 칸 영화제에서 공개되었다.